# Vaunaveys-la-Rochette
Vaunaveys-la-Rochette es una comuna francesa situada en el departamento de Drôme, en la región de Auvernia-Ródano-Alpes.

## Demografía
| 392 | 392 | 350 | 401 | 448 | 548 | 611 | 613 |
| Para los censos de 1962 a 1999 la población legal corresponde a la población sin duplicidades (Fuente: INSEE [Consultar]) |     |     |     |     |     |     |     |

## Historia
- Vaunaveys-la-Rochette es una comuna resultante de la fusión en 1972 de dos comunas separadas por 3 km, Vaunaveys y La Rochette (392 habitantes en esa fecha).
- Alrededor del año 1900 se encontró en el territorio del municipio una estatuilla romana que representa a Mercurio (cuyo rastro se ha perdido). En 1995, durante la construcción de la sala de animación rural, se desenterró una tumba de 1500 años de antigüedad.
- La mención escrita más antigua se encuentra en 1198 para Vaunaveys y en 1132 para La Rochette.
- En la Edad Media, los dos municipios pertenecientes a los condes de Poitiers no se salvaron en 1217 de los soldados de Simón de Monfort.
- En 1446, Valence se unió al Reino de Francia. Vaunaveys desapareció durante el siglo XVIII y las murallas y las puertas se derrumbaron progresivamente.[3]